# Haga ekbackars naturreservat

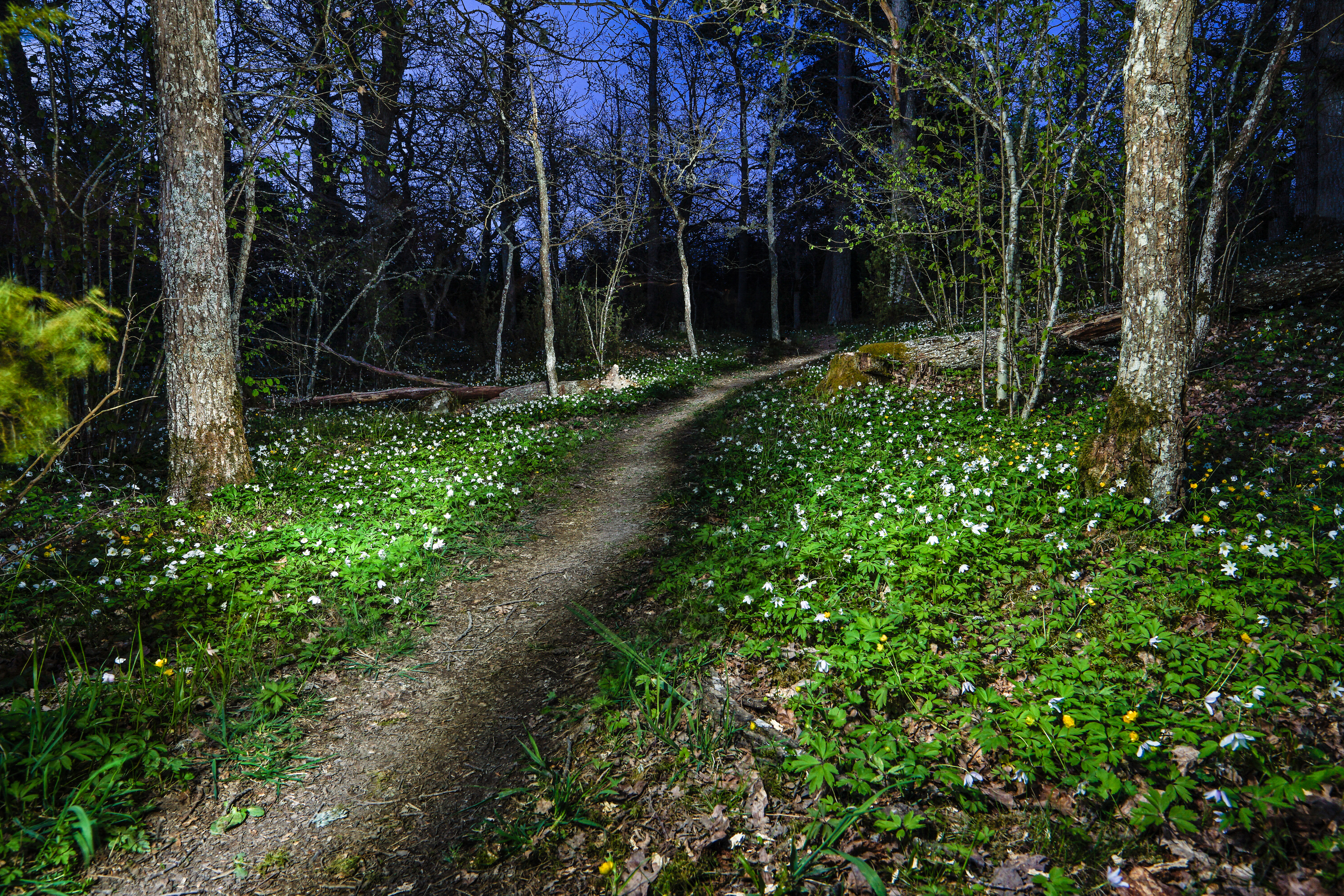
Haga Ekbackar naturreservat. Bild tagen på natten och framritad med ficklampa - så kallad lightpainting.

Haga ekbackars naturreservat är ett naturreservat i Enköpings kommun i Uppsala län.
Området är naturskyddat sedan 2005 och är 39 hektar stort. Reservatet består av delen Svanvik med trädklädda betesmarker och delen Stora ekbacken med ekar och hassellundar.